# Simone Perrotta
Simone Perrotta (Ashton-under-Lyne, 17 de setembro de 1977) é um ex-futebolista italiano que atuava como meio-campista. Foi campeão do mundo em 2006 com a seleção italiana.

## Carreira
Revelado pela Reggina em 1995, Perrotta transferiu-se para a Juventus em 1998, onde fez breves atuações, para em seguida defender o Bari de 1999 a 2001. No Chievo, jogou pelos três anos seguintes até chegar à Roma, o clube mais importante de sua carreira. Nos nove anos como giallorosso, Perrotta conquistou duas Copa da Itália (2006-07 e 2007-08) e uma Supercopa (2007), além de ter colecionado 326 partidas e 49 gols. Junto aos companheiros de equipe Francesco Totti e Daniele De Rossi, foi campeão do mundo em 2006  pela seleção italiana, pela qual atuou em 48 oportunidades e realizou 2 tentos.

## Títulos

### Clube

#### Competições nacionais
- Copa da Itália: 2

Roma: 2006-2007, 2007-2008
- Supercopa da Itália: 1

Roma: 2007

#### Competições internacionais
- Copa Intertoto da UEFA: 1

Juventus: 1999

### Seleção
- Campeonato Europeu de Futebol Sub-21: 1

2000
- Copa do Mundo FIFA: 1

2006

### Individual
- Artilheiro da Copa da Itália: 1

2006-2007 (4 gols)